# Gammarida
Gammarida (лат.) — инфраотряд ракообразных из отряда бокоплавов (Senticaudata, Amphipoda). Включает два парвотряда.

## Описание
Стебельчатый членик 1 антенны 2 луковицеобразный. Лабиум без внутренних пластинок.  Имеют жёсткие апикальные волоски на первом и втором уроподах. Антенна 1 без сложного каллинофора.

## Классификация
Включает около 40 семейств, разделённых на два парвотряда. Исторически в отряде Amphipoda существовало четыре подотряда: Gammaridea Latreille, 1802; Caprellidea Leach 1814; Hyperiidea Milne Edwards, 1830 и Ingolfiellidea Hansen, 1903. Капреллидеи, гипериидеи и ингольфиеллидеи всегда были узнаваемыми образованиями, определяемыми одним или несколькими апоморфными признаками. Подотряд Gammaridea не имеет синапоморфий и изначально определялся по симплезиоморфиям, то есть хорошо развитому брюшку для отличия от карпеллид и хорошо развитым максиллипедом для отличия от гипериид. Таким образом, Gammaridea стали хранилищем для всех таксонов семейства, которые не попадали ни в одну из других групп. Такая ситуация сохранялась до тех пор, пока Майерс и Лоури (2003) не выделили подотряд Corophiidea, исключили его из Gammaridea и показали, что Caprellidea является производной частью клады Corophiidea. Крупнейшая группа бокоплавов Gammaroidea (около 4000 видов) ранее входила в состав бывшего подотряда Gammaridea, признанного парафилетическим и в настоящее время реклассифицированного. В 2003 году таксономисты перевели несколько семейств из Gammaridea в новый подотряд Corophiidea. В 2013 году был создан ещё один крупный подотряд Senticaudata, который после этого включает большую часть исходного Gammaridea, особенно его пресноводные семейства, и в который также был объединен бывший таксон Corophiidea в ранге инфраотряда Corophiida.
- инфраотряд Gammarida
  - парвотряд Crangonyctidira Bousfield, 1973
    - надсемейство Allocrangonyctoidea  Holsinger, 1989
      - семейство Allocrangonyctidae Holsinger, 1989
      - семейство Crymostygidae Kristjánsson & Svavarsson, 2004
      - семейство Dussartiellidae Lowry & Myers, 2012
      - семейство Kergueleniolidae Lowry & Myers, 2013
      - семейство Pseudoniphargidae Karaman, 1993

    - надсемейство Crangonyctoidea Bousfield, 1973
      - семейство Austroniphargidae Iannilli, Krapp & Ruffo, 2011
      - семейство Chillagoeidae  Lowry & Myers, 2012
      - семейство Crangonyctidae  Bousfield, 1973
      - семейство Giniphargidae  Lowry & Myers, 2012
      - семейство Kotumsaridae  Messouli, Holsinger & Reddy, 2007
      - семейство Neoniphargidae  Bousfield, 1977
      - семейство Niphargidae  Bousfield, 1977
      - семейство Paracrangonyctidae  Bousfield, 1983
      - семейство Paramelitidae  Bousfield, 1977
      - семейство Perthiidae  Williams & Barnard, 1988
      - семейство Pseudocrangonyctidae  Holsinger, 1989
      - семейство Sandroidae  Lowry & Myers, 2012
      - семейство Sternophysingidae  Holsinger, 1992
      - семейство Uronyctidae  Lowry & Myers, 2012

  - парвотряд Gammaridira Latreille, 1802
    - надсемейство Gammaroidea  Latreille, 1802 (Bousfield, 1977)
      - семейство Acanthogammaridae Garjajeff, 1901
      - семейство Anisogammaridae Bousfield, 1977
      - семейство Baikalogammaridae Kamaltynov, 2002
      - семейство Bathyporeiidae d’Udekem d’Acoz, 2011
      - семейство Behningiellidae Kamaltynov, 2002
      - семейство Carinogammaridae Tachteew, 2001 sensu Kamaltynov, 2010
      - семейство Crypturopodidae Kamaltynov, 2002
      - семейство Eulimnogammaridae Kamaltynov, 1999
      - семейство Falklandellidae Lowry & Myers, 2012
      - семейство Gammaracanthidae Bousfield, 1989
      - семейство Gammarellidae Bousfield, 1977
      - семейство Gammaridae Leach, 1814
      - семейство Iphigenellidae Kamaltynov, 2002
      - семейство Luciobliviidae Tomikawa, 2007
      - семейство Macrohectopidae Sowinsky, 1915
      - семейство Mesogammaridae Bousfield, 1977
      - семейство Micruropodidae Kamaltynov, 1999
      - семейство Ommatogammaridae Kamaltynov, 2010
      - семейство Pachyschesidae Kamaltynov, 1999
      - семейство Pallaseidae Tachteew, 2001
      - семейство Paraleptamphopidae Bousfield, 1983
      - семейство Phreatogammaridae Bousfield, 1983
      - семейство Pontogammaridae Bousfield, 1977
      - семейство Sensonatoridae Lowry & Myers, 2012
      - семейство Typhlogammaridae Bousfield, 1978